# Jacob Wester
Jacob Wester (17 de noviembre de 1987) es un deportista sueco que compitió en esquí acrobático, especialista en las pruebas de big air. Consiguió dos medallas de bronce en los X Games de Invierno.

## Medallero internacional
| \| X Games de Invierno \| X Games de Invierno \| X Games de Invierno \| X Games de Invierno \| \| Año \| Lugar \| Medalla \| Prueba \| \| ------------------- \| ---------------------- \| ------------------- \| ------------------- \| \| 2008 \| Aspen (Estados Unidos) \| Medalla de bronce \| Big air \| \| 2009 \| Aspen (Estados Unidos) \| Medalla de bronce \| Big air \| |                        |                   |         |
| X Games de Invierno |                        |                   |         |
| Año | Lugar                  | Medalla           | Prueba  |
| 2008 | Aspen (Estados Unidos) | Medalla de bronce | Big air |
| 2009 | Aspen (Estados Unidos) | Medalla de bronce | Big air |